# Onciale 0239
- Papyrus
- Onciale
- Minuscules
- Lectionnaire

Le Codex 0239 (dans la numérotation Gregory-Aland), est un manuscrit du Nouveau Testament sur parchemin écrit en écriture grecque onciale.

## Description
Le codex se compose d'une folio. Il est écrit en deux colonnes par page, de 25 lignes par colonne. Les dimensions du manuscrit sont 26 x 21 cm,. Les paléographes datent ce manuscrit du VIIe siècle.
C'est un manuscrit contenant le texte de l'Évangile selon Luc (2,27-30.34).
Le texte du codex représenté type mixte. Kurt Aland le classe en Catégorie III.
Lieu de conservation
Il est conservé à la British Library (Oriental 4717 (16)) à Londres,.